# ウルトラマン妹
『ウルトラマン妹』（ウルトラマンシスターズ）は、PHP研究所スマッシュ文庫から刊行されていた小林雄次による日本のライトノベル。イラストは水瀬凛が担当している。スマッシュ文庫（PHP研究所）より 2012年3月に刊行された。ウルトラシリーズを製作した円谷プロダクションが監修にあたっている。
ウルトラシリーズの1作として円谷プロの事前承認を得て執筆されているが、設定上は既存の映像作品と異なる世界観で構成されており、M78星雲「光の国」でも地球と同様に女性の社会進出（宇宙進出）が盛んになっているという設定が導入されている。

## あらすじ
とある日、天文台に1組の兄妹がやってきた。兄の月島翔太は20歳手前まで就職できず、天文台の臨時職員の面接を受ける目的で、妹の月島あかりは天文台の見学を兼ねて兄の面接についてきた。その帰りに突如、宇宙から襲来した怪獣にあかりが捕らえられて気を失い、翔太はピンク色の光に包み込まれる。光の中で翔太は少女の声から「あなたの体を貸してください」と呼びかけられるが、少女は翔太が男性であることに気付くと、すぐ近くにいたあかりと合体し、怪獣を吹き飛ばしてしまう。その後、目を覚ましたあかりは翔太に「お兄ちゃん！ 私、ウルトラマンになっちゃった！」と告げるのであった。

## 登場キャラクター

### 人物
月島翔太（つきしま しょうた）
20歳手前。高校卒業後、就職活動を継続しているが30社連続で不採用となっており、そのことから無意識化で「こんな世界なんか滅びてしまえばいい」という破滅願望を抱いたことで、イーハトン星人に目を付けられてしまい、怪獣を生み出す触媒とされてしまう。
月島あかり（つきしま あかり）
本作の主人公。翔太の中学2年生の妹。兄思いの美少女。根っからの「宇宙オタク」。
ジャンヌ
M78星雲「光の国」から地球を研修のために訪れた宇宙警備隊員。実は訓練学校の訓練生見習いであり、ドジをすることも。ある事情からあかりと合体する。
如月ユキ（きさらぎ ユキ）/アムール
地球警備担当の宇宙警備隊員。自称「ゾフィー隊長の妹分」。直属の上司に当たるゾフィーの指示で地球に派遣されている正規の「ウルトラマン」である。一心同体型のあかり=ジャンヌとは異なり、地球では地球人に擬態しており、普段は地球防衛組織「BURK」の隊員「如月ユキ」として活動している。
なお、『ウルトラセブン誕生35周年“EVOLUTION”5部作』に同姓同名の登場人物がいる。
橘美弥（たちばな みや）
翔太が小学5年生だった時、短期間同じクラスだった転校生。「BURK」の関係者として突然、翔太の前に現れる。
その正体はイーハトン星人が化けた偽者で、本物の美弥は2年前の事故で死亡していた。
黒田早苗（くろだ さなえ）
あかりの担任教師。まだ20代だが人望が厚い。あかり=ジャンヌを狙うカンパネラ星人に捕らえられ、成り替わられてしまう。

### 怪獣
高次元生命体 イーハトン星人
本作品の黒幕である高次元生命体。翔太の持つ「無意識に抱いている世界への破滅願望」に魅かれ、彼の望みを叶えるために翔太の破滅願望を触媒にして以下の怪獣を生み出し、最終的には翔太自身を怪獣に変えるために暗躍する。
宇宙原生生命体 グランボン
擬態魔人 カンパネラ星人
暗黒機獣 ゴーシュドン
超科学星人 ポラノ星人
岩石怪鳥 ジョバンドン
上記以外にも、名前の明記されていない怪獣や宇宙人が登場している。

## 既刊一覧
- 小林雄次（著） / 水瀬凛（イラスト） / 円谷プロダクション（監修） 『ウルトラマン妹』 PHP研究所〈スマッシュ文庫〉、2012年3月15日発売[6]、ISBN 978-4-569-67808-5